# Merceria Joani Riera
La Merceria Joani Riera va ser un antiga merceria a la ciutat de Solsona, regentada per Joana Riera i Tarradellas (coneguda més endavant com la Juani del Solterra).
Aquesta botiga s'ubicava al carrer de Sant Cristòfol número 3. Tancaria les portes a principis dels anys seixanta per obrir un restaurant a la plaça de Sant Roc de Solsona anomenat Solterra.